# Даніка-СЕЛМА
Даніка-СЕЛМА — футбольний клуб із Сімферополя, виступав у чемпіонаті Криму. Чотириразовий переможець чемпіонату та Кубка Криму.

## Назви
- «СВХ-Даніка» Сімферополь (1997—2001)
- «Даніка-СЕЛМА» Сімферополь (2001—2004)
- «Елім» Сімферополь (2004)
- «Елім» Білогірськ (2005)

## Історія
Команда заснована у 1997 році. Серед засновників клубу були фірми «Даніка» та ВАТ «СЕЛМА» (директор — Євген Копиленко) та Залізнична районна рада Сімферополя (голова — Віктор Семоненко). Президентом клубу був Сергій Ковальських, а тренером — Олександр Ісаєв.
Вперше чемпіоном Криму «Даніка» стала у сезоні 1997/98. Після цього команда ще тричі ставала переможцем чемпіонату, а також чотири рази виборювала срібні нагороди цього турніру. «Даніка» ставала чотири рази володарем Кубку Криму. Також команда протягом трьох сезонів виступала у чемпіонаті України серед аматорів. У 2004 році команда здобула перемогу у зимовому чемпіонаті Сімферополя.
Сезон 2004 року команда провела під назвою — «Елім», а у наступному році вона базувалась вже у Білогірську, однак знялась зі змагань перед початком сезону 2005 року.

## Досягнення
- Чемпіон Криму (4): 1997/98, 1998/99, 1999/00, 2000/01
- Срібний призер чемпіонату Криму (4): 2001, 2002, 2003, 2004
- Володар Кубка Криму (4): 1998, 1999, 2000, 2002
- Переможець Меморіала Віктора Юрковського (1): 1999[4][5][6]
- Фіналіст Кубку міського голови Сімферополя (1): 2007[7]

## Відомі футболісти
- Олександр Білозерський
- Андрій Соколенко
- Віталій Єфимов